# Ringtjärnen, Dalarna
Ringtjärnen är en sjö i Mora kommun i Dalarna och ingår i Dalälvens huvudavrinningsområde.